# Rafaela
Rafaela is een plaats in het Argentijnse bestuurlijke gebied Castellanos in de provincie Santa Fe. De plaats telt 83 563 inwoners.
De stad is sinds 1961 de zetel van het rooms-katholieke bisdom Rafaela.

## Geboren
- Gustavo Alfaro (1962), voetbaltrainer en voormalig voetballer
- Javier Frana (1966), tennisser
- Julio Zapata (1976), golfer
- María Emilia Salerni (1983), tennisster
- Florencia Molinero (1988), tennisster
- Axel Werner (1996), voetballer

## Externe link

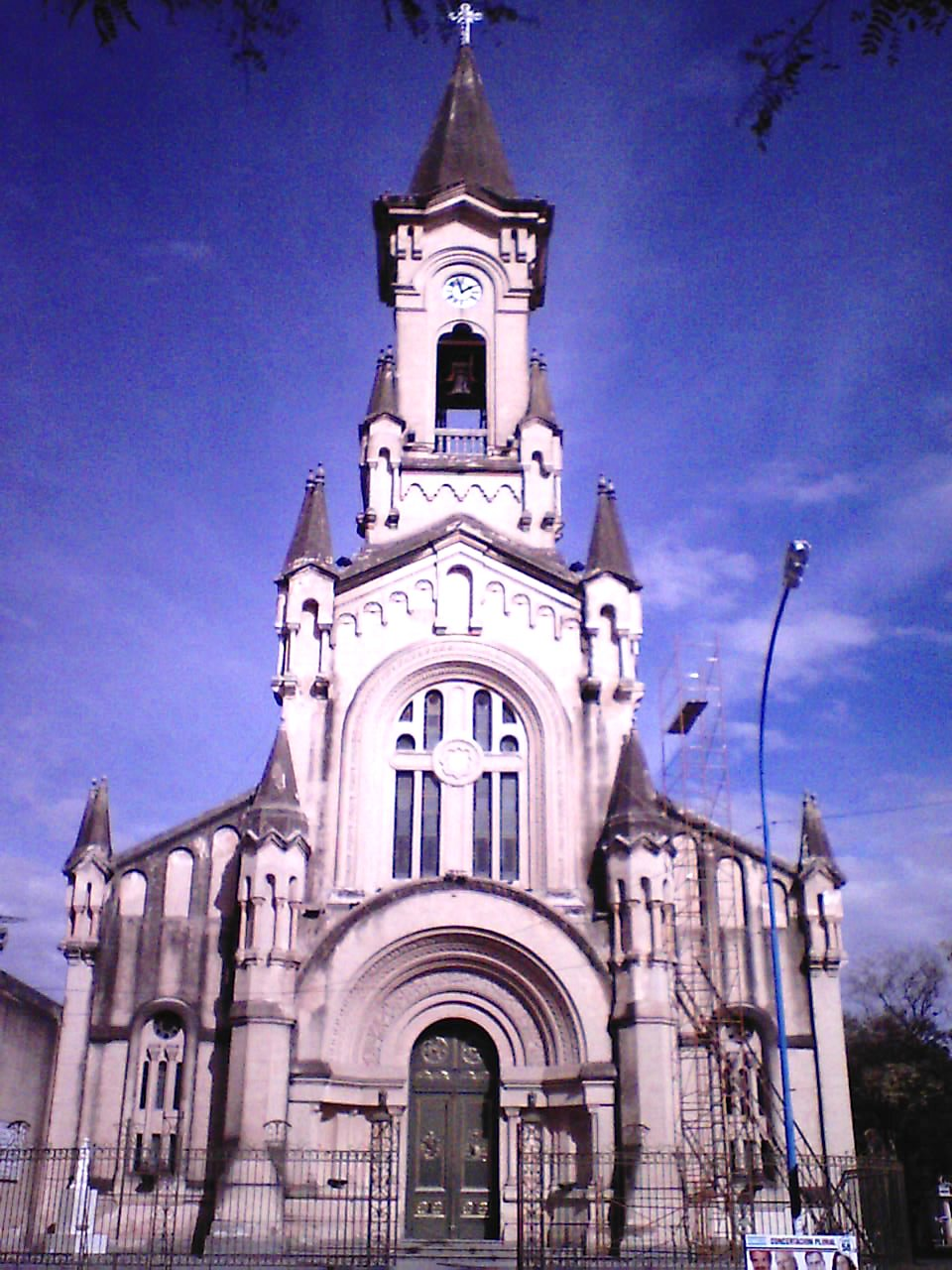
Kathedraal van Rafaela